# Erasme Bonnaire
 (septembre 2021).
Pour les articles homonymes, voir Bonnaire.
Érasme Bonnaire, né le 26 mars 1858 au Mans et décédé le 8 juillet 1918 à Neauphle-le-Château, est un professeur de gynécologie-obstétrique de la Faculté de Médecine de Paris.
Il a dirigé la maternité de l'hôpital Lariboisière et a donné son nom à plusieurs termes obstétriques.

## Début de carrière
Élève du professeur Stéphane Tarnier, Erasme Bonnaire obtient son doctorat en 1885 avec une thèse consacrée aux recherches anatomiques et anatomo-pathologiques sur le broiement de la tête fœtale.
Par la suite il a participé à plusieurs travaux scientifiques sur l'anatomo-pathologie de l'épilepsie et des troubles mentaux chez l'enfant.
En 1889 il fut nommé Accoucheur des hôpitaux.

## Évolution de carrière
En 1895 Erasme Bonnaire est nommé professeur agrégé de la Faculté de Médecine de Paris.
Il a participé à de nombreux travaux scientifiques avec les professeurs Pierre-Constant Budin et Adolphe Pinard.
Il exerça quelque temps à l'asile Michelet puis il fut nommé Accoucheur chef de service à l'hôpital Tenon en 1897 puis à l'hôpital Lariboisière en 1898.

## Héritage
Erasme Bonnaire a donné son nom à plusieurs termes obstétriques référencés dans le dictionnaire médical de l'Académie Nationale de Médecine :
- Signe de Bonnaire. Signe permettant le diagnostic de la grossesse au cours du premier trimestre chez la femme obèse[3].
- Manœuvre de Bonnaire. Dilatation bimanuelle du col utérin pour un accouchement rapide[4].
- Lois de retentissement de Bonnaire. Ensemble de lois déterminant le rôle des affections rachidiennes dans la genèse et la gravité des anomalies pelviennes[5].
- Sus-acromiotomie de Bonnaire. Procédé d'embryotomie sur fœtus mort consistant à désarticuler le bras à hauteur de l'épaule en cas de dystocie irréductible[6].

## Distinctions
Il a été le président de la Société d'Obstétrique de Paris.
 Chevalier de la Légion d'honneur. En 1904, il a été nommé au grade de chevalier de la Légion d'honneur.

## Œuvre scientifique

### Publications
- 1885 : Recherches anatomiques et anatomo-pathologiques sur le broiement de la tête fœtale, avec quelques considérations particulières sur le mode d'action du basiotribe Tarnier. Edition Goupy et Jourdan. (OCLC 773943656)
- 1889 : Du diagnostic et du mécanisme de l'accouchement dans quelques cas de malformations fœtales. Journal de médecine de Paris. (Bibliothèque Nationale de France : lire en ligne)
- 1891 : Quelques anomalies de développement des enveloppes crâniennes du fœtus et du nouveau-né. Le Progrès Médical. (Bibliothèque Nationale de France : lire en ligne)

### Collaborations
- 1882 : Recherches cliniques et thérapeutiques sur l'épilepsie, l'hystérie et l'idiotie : Compte-rendu du service des épileptiques et des enfants idiots et arriérés de Bicêtre pendant l'année 1881. En collaboration avec les docteurs Bourneville et Wuillamié. Progrès Médical. (OCLC 42264665).
- 1884 : Recherches cliniques et thérapeutiques sur l'épilepsie, l'hystérie et l'idiotie. Compte rendu du service des épileptiques et des enfants idiots et arriérés de Bicêtre pendant l'année 1883. En collaboration avec les docteurs Bourneville, Boutié, Leflaive, Bricon et Séglas. (OCLC 42264599).
- 1896 : Étude sur les vomissements de la grossesse et sur leur traitement : emploi de l'eau oxygénée. En collaboration avec les docteurs A.Pinard, P-J.Tilliaux, A.Broca et A.Briend. (OCLC 836137210)
- 1896 : Étude sur le bassin cyphotique pur au point de vue obstétrical. En collaboration avec les docteurs E.Govin, J-A.Laboulbène et A.Charrin. (OCLC 834958893)
- 1897 : De l'action hémostatique de l'eau chaude en obstétrique. En collaboration avec les docteurs A. de Cazis de Lapeyrousse, A.Pinard, P-J.Tillaux et H-G.Humbert. (OCLC 834879794)
- 1898 : De la conduite à tenir dans la présentation de l'épaule quand le fœtus est mort et petit. En collaboration avec les docteurs L.Vaillant, A.Pinard, P.Delbet et H.Varnier. (OCLC 835288369)
- 1899 : De l'influence du repos sur la durée de la gestation : étude statistique. En collaboration avec les docteurs L.Sarraute-Lourié, P-C.Budin, L-G.Richelot et V-J.Wallich. (OCLC 835185068)
- 1900 : Contribution à l'étude des présentations de l'épaule. En collaboration avec les docteurs E.Dufour, P-C. Budin, C.Rémy et V-J.Wallich. (OCLC 834912648)
- 1900 : Du cloisonnement transversal incomplet d'origine congénitale du col et du segment inférieur de l'utérus. En collaboration avec les docteurs A.Ferrand, P-C.Budin, C.Rémy et V-J.Wallich (OCLC 836037524)
- 1900 : Sur une forme particulière de l'utérus pendant les premiers mois de la gestation. En collaboration avec les docteurs L.Ouvrier, P-C.Budin, C.Rémy et V-J.Wallich. (OCLC 835134296)
- 1901 : Contribution à l'étude des pelvi-péritonites puerpérales. En collaboration avec les docteurs G.Raffier, P-C. Budin, A.Chantemesse et C.Achard. (OCLC 866887409)
- 1902 : Formes rares de phlébites pendant la grossesse et les suites de couches. En collaboration avec les docteurs C-J.Charpy, P-C.Budin, C.Rémy, et L-A.Demelin. (OCLC 800988931)
- 1903 : Caractères et élevage des prématurés. En collaboration avec les docteurs M.François, P-C.Budin, S.Pozzi et L-A.Demelin. (OCLC 799493055)
- 1903 : De l'augmentation du poids dans les jours qui précèdent la mort du nourrisson. En collaboration avec les docteurs C.Coulon, P-C.Budin, S.Pozzi et J-L.Faure. (OCLC 493546887)
- 1904 : Les grossesses compliquées de tumeurs solides de l'ovaire. En collaboration avec les docteurs E.Coudert, P-C.Budin, F. de Lapersonne; et M.Auvray. (OCLC 866844563)
- 1906 : Le bassin sacro-coxalgique en obstétrique. En collaboration avec les docteurs C.L'Hirondel, P-C.Budin, L-A.Demelin et A.Brindeau. (OCLC 866849056)